# Darmstädter Ferienkurse
Darmstädter Ferienkurse – mere præcist Internationale Ferienkurse für Neue Musik – finder sted hvert andet år over nogle uger i den tyske by Darmstadt, hvor komponister og instrumentalister i seminarer og koncerter forelæser og formidler de nyeste strømninger inden for ny musik. Denne tradition blev grundlagt 1946 af Wolfgang Steinecke, som da var "Kulturreferent" og leder af afdelingen for kultur i Darmstadt. Han var leder til sin død i 1961 og blev afløst af Ernst Thomas (1962-1982), Friedrich Hommel (1981-1994), Solf Schaefer og senest (2009) Thomas Schäfer.
Indtil 1970 fandt denne sommeskole sted hvert år i ca. 12 dage, derefter kun hvert andet år over to til tre uger.
Kurserne blev blandt andet grundlagt på grund af det efterslæb eller opdateringsbehov der skyldtes at den internationale udvikling efter 1933 blev forholdt tyskerne under nationalsocialisternes systematiske undertrykkelse af sådanne tendenser. De første år gik således med at indhente det forsømte, og mange værker af blandt andre Arnold Schönberg, Anton Webern, Igor Stravinskij og Béla Bartók blev for første gang fremført i Tyskland med mange års forsinkelse.
Efter anden verdenskrig var kurserne det første virksomme forum for den samtidige musik i Tyskland og blev ved de regelmæssige besøg af folk som Theodor W. Adorno, René Leibowitz, Heinz-Klaus Metzger og senere Carl Dahlhaus til en institution for avanceret komposition. Især besøg af "skaberne af den nye musik" som Edgard Varèse, Olivier Messiaen, Ernst Krenek og John Cage, der i kompositionskurser fremlagde deres æstetik særdeles detaljeret, var yderst frugtbar og førte til denne institutions internationale betydning. 
Kurserne fik også deres præg ved komponister som Karlheinz Stockhausen, Pierre Boulez og Luigi Nono (senere Helmut Lachenmann og Brian Ferneyhough) der i kraft af deres radikale tænkemåde og deres teoridannelse bestemte diskussionen om den musikalske avantgarde – og tilstanden for den samtidige komposition (ty. den Stand zeitgemäßen Komponierens). De blev senere på en nedsættende måde karakteriseret som "Darmstadt-skolen".

En af de ledende figurer, Franco Evangelisti, udtalte også kritik af den dogmatiske "ortodoksi", som visse nidkære tilhængere udtrykte, og kaldte dem for det "dodekafoniske politi".